# Institut de l'information scientifique et technique
L'Institut de l'information scientifique et technique (Inist) est une unité d'appui à la recherche du Centre national de la recherche scientifique (CNRS). Il a pour missions principales de faciliter l’accès, l’analyse et la fouille de l’information scientifique et de valoriser les publications et données de la recherche. Il siège, depuis 1989, dans un bâtiment conçu par l’architecte Jean Nouvel à Vandœuvre-lès-Nancy.

## Histoire
Le premier service de documentation du CNRS naît en 1939. Basé à Brabois, sur le technopole de l’agglomération nancéienne à Vandœuvre-lès-Nancy, l’Inist est né en 1988 de la fusion du Centre de documentation scientifique et technique (CDST) et du Centre de documentation en sciences humaines (CDSH), tous deux basés à Paris, et qui constituaient les deux pôles de documentation du CNRS. En 1990, l’essentiel des activités du CDST est transféré à l’Inist dans les bâtiments de Jean Nouvel ; le processus s’achève en 1993 avec le transfert du pôle sciences humaines et sociales.
Le choix de la région Lorraine a été arrêté à la faveur du redéploiement économique destiné à atténuer les effets de la crise sidérurgique qui frappait durement le bassin lorrain. Un contexte que reflète l’architecture du site, confiée à Jean Nouvel, basée sur l’idée d’une « usine à transformer le savoir ».
L’Inist disposait d’un fonds documentaire couvrant l’essentiel de la littérature internationale en science, technologie, médecine, sciences humaines et sociales, et économie.
L’Inist a longtemps axé son offre sur la production des bases de données Francis et Pascal et la fourniture de documents. La perte de vitesse de ces bases et les condamnations de l'Inist pour contrefaçon en raison de son service Refdoc ont incité l’institut à revoir ses missions et son modèle économique, jusque-là dominés par la desserte du secteur privé. Le service Refdoc ferme en 2018.
Alors que l’Inist avait amorcé un tournant axé davantage vers les services aux chercheurs dès 2011, c’est en 2019 que le CNRS a officiellement positionné l’Inist dans son plan national pour la science ouverte.
Depuis, l’Institut développe et propose de nouveaux services (outils, expertise et formation) dédiés aux chercheurs et tournés vers la science ouverte.

## Activités
Pour développer ces services d’appui aux chercheurs, les activités de l’Inist s’articulent autour de trois axes principaux : 

### Accès à l'information scientifique
L’Inist met à disposition de l’Enseignement supérieur et de la recherche (ESR) plusieurs réservoirs d’information et plusieurs outils et de services qui permettent d’accéder à l’information scientifique : 
- trois plateformes permettant l’accès à des documents scientifiques électroniques tant pour le CNRS que pour l’ensemble des établissements de l’ESR :
  - BibCnrs[5] est un portail d’accès aux ressources électroniques du CNRS ;
  - Istex[6] est un réservoir d’archives de plus de 27 millions de documents (en 2024) accessibles à l’ensemble de l’ESR ;
  - Panist[7] est une plateforme d’accès pérenne, commanditée par le Consortium Couperin ;
- Click & Read[8] est un outil sous la forme d’une extension pour navigateur web, qui simplifie la recherche et l’accès au texte intégral depuis n’importe quel site et qui permet un accès direct à des millions d’articles en accès libre ou selon les droits d’accès de l’utilisateur.
- ezPAARSE, ezMESURE et ezCOUNTER[1] sont des outils relatifs à la quantification de l’utilisation des ressources électroniques, à destination du CNRS, des établissements de l’ESR et de consortia étrangers.
- Modération HAL et HAL CNRS[9] est un service de support à l’archive ouverte HAL qui assure la modération de dépôts et administre le portail HAL CNRS dédié à la valorisation des productions scientifiques du CNRS.
- Édition numérique[10] est un service qui accompagne la mise en ligne de documents pour ses partenaires de l’ESR.

### Valorisation des données de la recherche
L’Inist accompagne et propose des outils pour la gestion, le partage et la diffusion des données de la recherche. Ces services ont pour objectif de faciliter l’accès aux données, leur interopérabilité ainsi que leur réutilisation (principes FAIR) :
- DoRANum[1] est une plateforme de ressources pédagogiques pour accompagner la communauté scientifique dans la gestion et le partage de leurs données ;
- OPIDoR[1] est un portail qui permet d’optimiser le partage et l’interopérabilité des données de la recherche (plan de gestion des données, attribution de DOI…) ;
- Exposition des données[1] est un service d’accompagnement à la mise en ligne des données sur le web (numérisation et éditorialisation) en s’appuyant sur l’outil Omeka-S.

### Analyse et fouille de l’information scientifique
L’Inist propose, en réponse à la demande, des ressources qualifiées et prêtes à l’emploi, des outils et services d’extraction de la connaissance, ou d’analyse et de visualisation des données :
- des corpus spécialisés[1] de publications scientifiques issues de la plateforme Istex à des fins de fouille de textes ou d'exploration de données ;
- des web services de fouille de texte[1] qui permettent l’enrichissement des données et leur alignement avec des ressources diverses (référentiels, terminologies…) ;
- une plateforme de mise à disposition de ressources terminologiques, Loterre[1], et un service dédié à l’ingénierie terminologique (ex. : création de thésaurus) ;
- des études bibliométriques[1] qui permettent de caractériser la production scientifique d’un laboratoire, d’un institut ou de toute autre structure, ou celle liée à une thématique scientifique ;
- des traductions et relectures anglais-français et français-anglais[1] de communications scientifiques pour les laboratoires et institutions du CNRS.